# Apollodoro (epicureo)
Apollodoro (in greco antico: Ἀπολλόδωρος?, Apollódōros; fine III secolo a.C. – Atene?, prima metà II secolo a.C.) è stato un filosofo greco antico epicureo.

## Biografia
Secondo Diogene Laerzio era soprannominato "Tiranno del Giardino" (Κηποτύραννος), poiché esercitava una sorta di tirannia o di supremazia nel giardino o nella scuola di Epicuro. Fu maestro di Zenone di Sidone, che gli succedette come capo della scuola.

## Opere
Si riporta che Apollodoro avesse scritto più di 400 libri, tutti perduti.
Solo due opere sono citate, una delle quali era la Vita di Epicuro. Scrisse anche una Raccolta di Dottrine, in cui affermava che Epicuro avesse scritto una quantità maggiore di scritti originali rispetto allo stoico Crisippo, perché, sebbene lo stoico avesse scritto 700 libri, essi erano pieni di citazioni di altri autori.